# Auwers (Mondkrater)
Auwers ist ein kleiner Einschlagkrater auf dem Erdmond. Er liegt in der Gebirgsregion der Montes Haemus am Südrand des Mare Serenitatis südöstlich des Kraters Menelaus. Im Osten ist der Krater Al-Bakri erkennbar.
Der unregelmäßige Kraterrand von Auwers weist im nordnordwestlichen Bereich eine Lücke auf, die Lavaströmen den Zugang zum Kraterinneren ermöglichte.
| Buchstabe | Position          | Durchmesser | Link |
| --------- | ----------------- | ----------- | ---- |
| A         | 13,77° N, 18,3° O | 8 km        |      |